# Christian Peintinger
Christian Peintinger (Leoben, 14 aprile 1967) è un allenatore di calcio ed ex calciatore austriaco, di ruolo centrocampista, vice allenatore del Monaco.